# Der Große Verhau
Pour plus de détails, voir Fiche technique et Distribution.
Der Große Verhau est un film allemand réalisé par Alexander Kluge, sorti en 1971.

## Synopsis
En 2034, l'espace est soumis à la voracité des entreprises.

## Fiche technique
- Titre français : Der Große Verhau
- Réalisation : Alexander Kluge
- Scénario : Alexander Kluge
- Pays d'origine : Allemagne de l'Ouest
- Format : Noir et blanc - Couleurs - 35 mm - Mono
- Genre : comédie, science-fiction
- Durée : 86 minutes
- Date de sortie : 1971

## Distribution
- Vinzenz Sterr : Akkumulateur
- Maria Sterr : Akkumulateurin
- Sigi Graue : pilote spatial Carl Douglas
- Henrike Fürst : propriétaire de l'entreprise Joint Galactic Transports
- Hayo von Zuendt : conducteur der Bodenstation der Firma Joint Galactic Transports
- Sylvia Forsthofer : mademoiselle Szeliga
- Hark Bohm : Oberst von Schaacke

## Sélection
- Sélection à la Mostra de Venise 1971[1]